# Monzo (jeu vidéo)
Pour les articles homonymes, voir Monzo.
Monzo est un jeu vidéo de 2014 développé par Madfinger Games. Le jeu est un simulateur de construction de modèles en plastique.

## Gameplay
Le joueur peut construire plusieurs types de modèles, y compris des voitures, des avions, des armes, des vélos, etc. Le joueur peut également choisir le niveau de complexité. Le modèle peut être revu une fois terminé. 

## Accueil
Le jeu a reçu des critiques majoritairement mitigées de la part des critiques.
148Apps a fait l'éloge de l'idée d'une application, mais a critiqué le modèle commercial. 
Pocket Gamer a fait l'éloge des modèles détaillés mais a critiqué le fait que Monzo anesthésie toute l'expérience du processus de création physique. Le Business Model a également été critiqué avec l'idée que l'achat de nouveaux modèles ne vaut pas le prix. 
Le jeu a reçu le prix du jeu tchèque de 2014 dans la catégorie Meilleur jeu original. 